# صندلی توپ
صندلی توپ (به انگلیسی: Ball Chair) توسط طراح مبلمان فنلاندی ارو آرنیو در سال ۱۹۶۳ میلادی طراحی شد. صندلی توپ به عنوان صندلی کُره‌ نیز شناخته می‌شود و به دلیل شکل غیر متعارف خود مشهور است. این محصول به عنوان یک طرح کلاسیکِ طراحی صنعتی شناخته می‌شود. نسخه‌های جدیدتر اندازۀ کلی را افزایش داده و ویژگی‌های جالبی از جمله موسیقی و پخش کنندهٔ ام‌پی۳ (MP3) را در آن ادغام و اضافه کرده‌اند.
«ایدهٔ صندلی بسیار واضح بود. ما به خانۀ اولمان نقل مکان کرده بودیم و من از سال ۱۹۶۲ میلادی شغل آزاد خود را شروع کرده بودم.
ما خانه‌ای داشتیم اما صندلی بزرگ مناسب نداشتیم، بنابراین تصمیم گرفتم یکی از آن‌ها را بسازم، اما به نوعی یک صندلی واقعاً جدید. بعد از کمی طراحی متوجه شدم که شکل صندلی آنقدر ساده شده‌ است که فقط یک توپ است. طرح با مقیاس واقعی را به دیوار چسباندم و روی صندلی نشستم تا ببینم وقتی داخل آن می‌نشینم سرم چگونه حرکت می‌کند. از آنجایی که از همه قدبلندتر بودم روی صندلی نشستم و همسرم مسیر سرم را روی دیوار کشید. ارتفاع صندلی را اینگونه تعیین کردم. از آنجایی که من یک توپ را هدف قرار دادم، خطوط دیگر به راحتی ترسیم می‌شدند، فقط به یاد داشته باشید که صندلی باید از در عبور کند.
پس از این، اولین نمونۀ اولیه را خودم با استفاده از یک قالب داخلی ساختم که با استفاده از همان اصل بدنه یا بال گلایدر ساخته شده‌ است. قالب بدنۀ تخته چندلا را با کاغذ مرطوب پوشاندم و سطح را با فایبرگلاس لمینیت کردم، بیرون آن را مالیدم، قالب را از داخل جدا کردم، آن را روکش کردم و پایه را اضافه کردم. در پایان تلفن قرمز را روی دیوار داخلی صندلی نصب کردم. قسمت نامگذاری صندلی آسان بود، صندلی توپ متولد شد.»

— ارو آرنیو

## در فرهنگ عامه
صندلی توپ در فیلم‌ها برای تداعی سبک مود آینده‌نگرانۀ دههٔ ۱۹۶۰ میلادی یا نشان دادن شرارت فردی که در اعماق آن در سایه می‌نشیند استفاده شده‌ است. برخی مثالها عبارتند از:
- زندانی (۱۹۶۷)
- ماه صفر دو (۱۹۶۹)
- تامی (۱۹۷۵)
- مات و مبهوت (۱۹۹۳)
- مریخ حمله می‌کند! (۱۹۹۶)
- مردان سیاهپوش (۱۹۹۷)

صندلی توپ همچنین روی جلد جلد چهارم مانگای خانواده × جاسوس ظاهر می‌شود و باند، سگ کوهستانی پیرنه متعلق به شخصیت‌های اصلی روی آن نشسته‌ است.